# Sós Árpád (sportújságíró)
Sós Árpád (Kolozsvár, 1919. március 2. – Kolozsvár, 1998. november 2.) erdélyi magyar sportoló, sportújságíró, szerkesztő, felesége Muzsnay Magda.

## Életútja, munkássága
Középiskolai tanulmányait a kolozsvári Református Kollégiumban végezte (1937). Aktív sportoló volt: 1936-ban 100 méteren országos ifjúsági úszóbajnok és labdarúgó. 1945-ben Budapesten szovjet fogságba esett, 1948-ban szabadult. 1948–52 között bekapcsolódott az MNSZ országos vezetőségének munkájába. 1954 után két évet járt a Bolyai Tudományegyetemre, de tanulmányait félbehagyta. 1956–58-ban a Falvak Népe, majd az Előre szerkesztőségi titkára. Az 1958-ban létrehozott Marosvásárhelyi Rádió alapító tagja, szerkesztőségi titkára, majd 21 évig a magyar osztály vezetője, sportriportere, 1979-től a Kolozsvári Rádió sportrovatának külső munkatársa volt.
Írásait a Falvak Népe, az Előre és a Vörös Zászló közölte.